# كأس روسيا لكرة القدم 2013–14
كأس روسيا لكرة القدم 2013–14 (بالروسية: Кубок России по футболу 2013/2014)‏ هو الموسم 22 من كأس روسيا لكرة القدم. أقيم خلال الفترة 7 يوليو 2013 وحتى 8 مايو 2014، وأشرف على تنظيمه اتحاد روسيا لكرة القدم، وكان عدد الأندية المشاركة فيه 110، وفاز فيه نادي روستوف.